# Gerichtsbezirk Neumarktl
Der Gerichtsbezirk Neumarktl (slowenisch: sodni okraj Tržič) war ein dem Bezirksgericht Neumarktl unterstehender Gerichtsbezirk im Kronland Krain. Er umfasste Teile des politischen Bezirks Neumarktl (Tržič) und wurde 1919 dem Staat Jugoslawien zugeschlagen. Der Gerichtsbezirk Neumarktl umfasste 1910 die zweitgeringste Fläche und wies zudem die zweitgeringste Einwohnerzahl aller Gerichtsbezirke der Krain auf.

## Geschichte
Der Gerichtsbezirk Neumarktl entstand infolge eines Ministervortrags vom 6. August 1849, in dem die Grundzüge der Gerichtseinteilung festgelegt wurden. Nachdem im Dezember 1849 die Gebietseinteilung der Gerichtsbezirke sowie die Zuweisung der Gerichtsbezirke zu den neu errichteten Bezirkshauptmannschaften durch die „politische Organisierungs-Commission“ festgelegt worden war, nahmen die Bezirksgerichte der Krain per 1. Juni 1850 ihre Tätigkeit auf. Dem Bezirksgericht Neumarktl wurden durch die Landeseinteilung der Krain im März 1850 die zehn Katastralgemeinden Bistrica (Feistritz), Duplje (Duplach), Kovor (Kaier), Križe (Kreuz), Snično (Stenitschne), Sveta Ana (St. Anna), Sveta Katarina (St. Katharina), Svirče (Swirtschach), Tržič (Neumarktl) und Žiganja Vas (Siegersdorf) zugewiesen. Zusammen mit den Gerichtsbezirken Bischoflack (Škofja Loka) und Krainburg (Kranj) bildete der Gerichtsbezirk Neumarktl den Bezirk Krainburg.
| Jahr | Fläche (km²) | Ein- wohner | Slowenisch- sprachige | Deutsch- sprachige |
| ---- | ------------ | ----------- | --------------------- | ------------------ |
| 1880 |              | 5.911       | 5.789                 | 103                |
| 1890 |              | 6.481       | 5.921                 | 522                |
| 1900 | 157,12       | 7.147       | 6.414                 | 683                |
| 1910 | 157,06       | 7.433       | 7.043                 | 324                |

Der Gerichtsbezirk wies 1880 eine anwesende Bevölkerung von 5.911 Personen auf, wobei 5.789 Menschen Slowenisch und 103 Menschen Deutsch als Umgangssprache angaben. 1910 wurden für den Gerichtsbezirk 7.433 Personen ausgewiesen, von denen 7.043 Slowenisch (94,7 %) und 324 Deutsch (4,4 %) sprachen.
Durch die Grenzbestimmungen des am 10. September 1919 abgeschlossenen Vertrages von Saint-Germain wurde der Gerichtsbezirk Neumarktl zur Gänze dem Königreich Jugoslawien zugeschlagen.

## Gerichtssprengel
Der Gerichtssprengel Neumarktl umfasste infolge der Zusammenfassung der Katastralgemeinden zu Gemeinden 1910 die fünf Gemeinden Križe (Heiligenkreuz), Kovor (Kaier), Tržič (Neumarktl), Sveta Ana (St. Anna) und Sveta Katarina (St. Katharina).